# Shorea leprosula
Shorea leprosula (tiếng Anh thường gọi là Light Red Meranti hoặc Meranti) là một loài thực vật thuộc họ Dipterocarpaceae. Loài này có ở Indonesia, Malaysia, Singapore, và Thái Lan.

## Hình ảnh

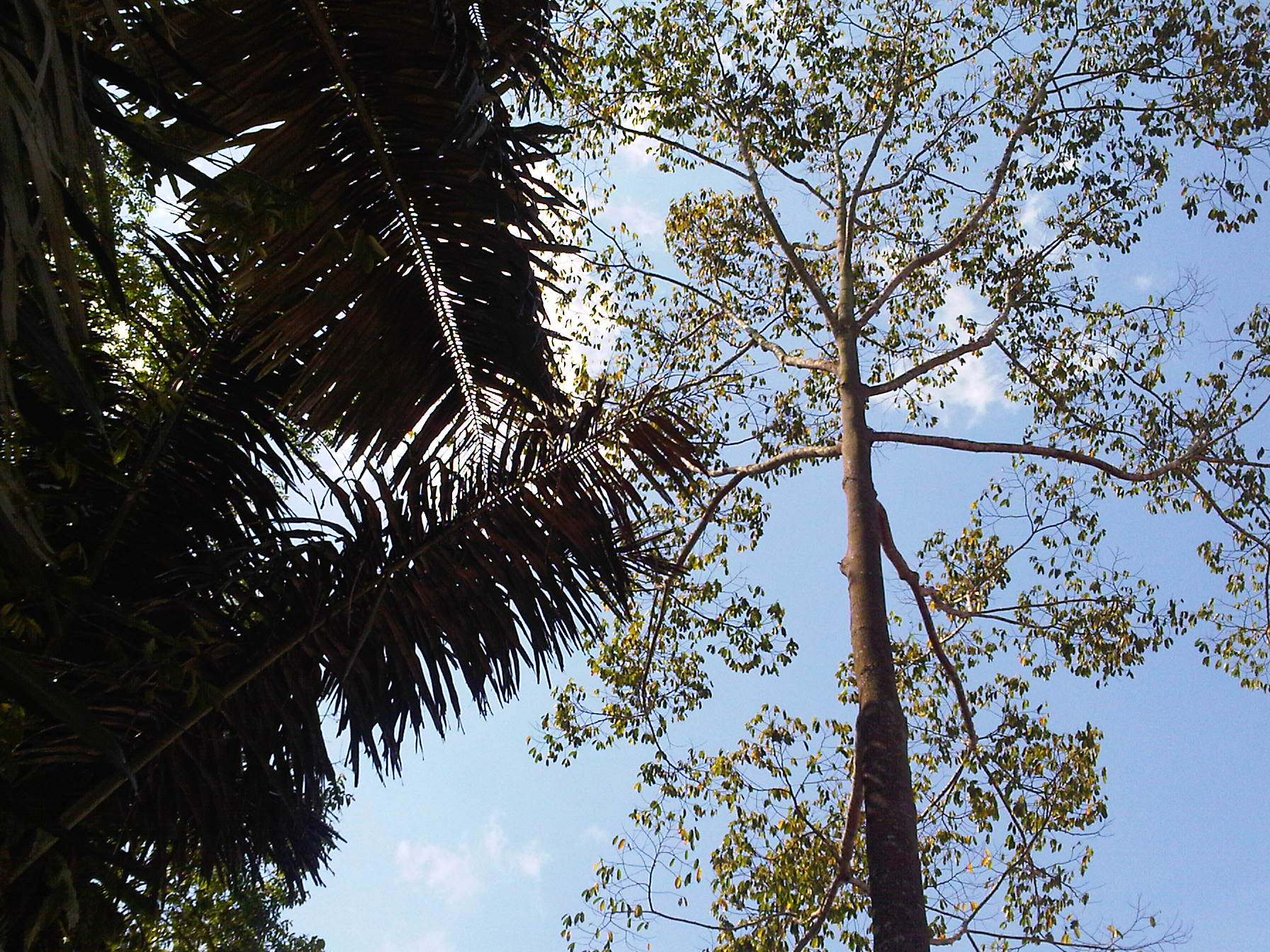
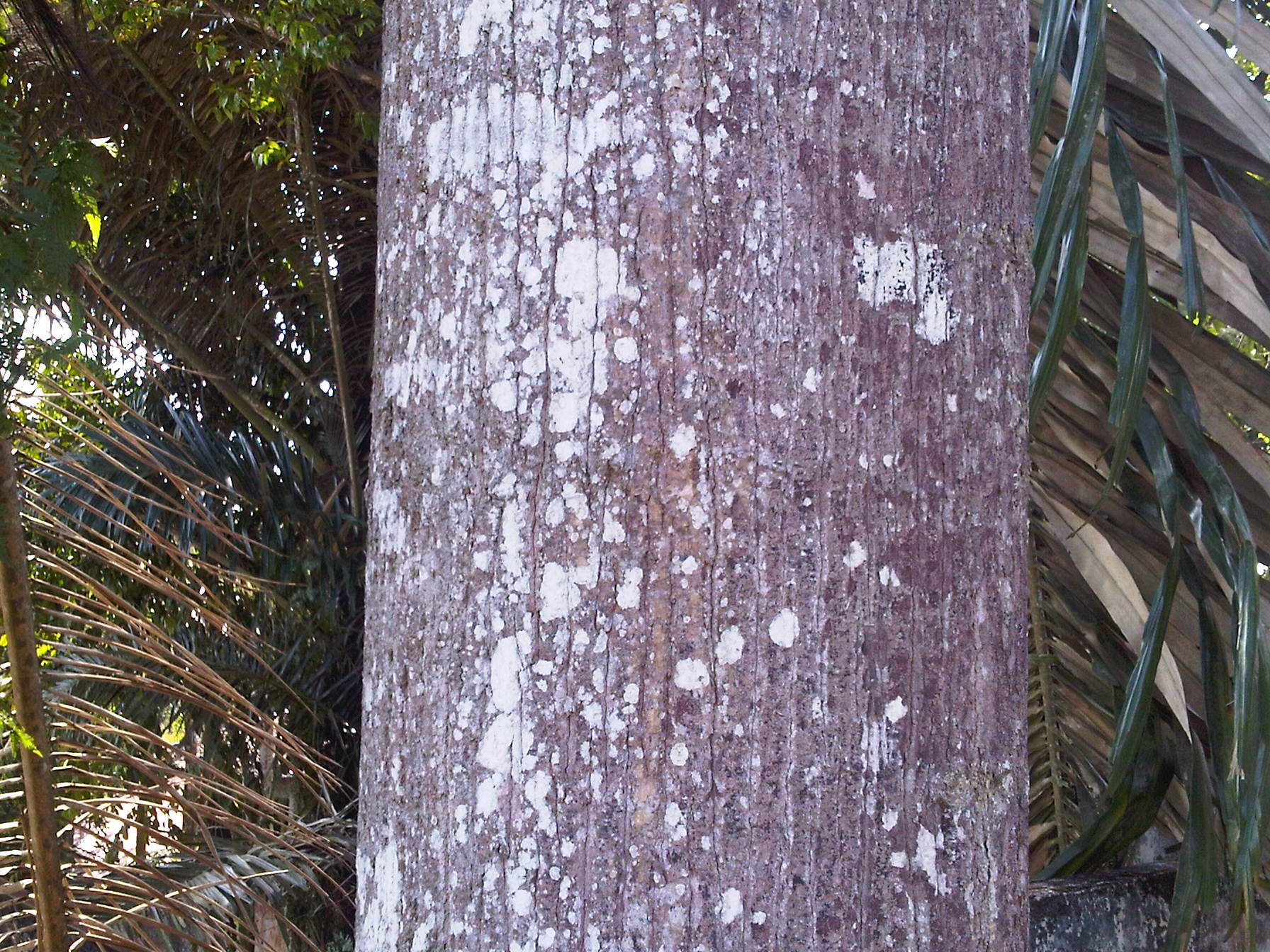
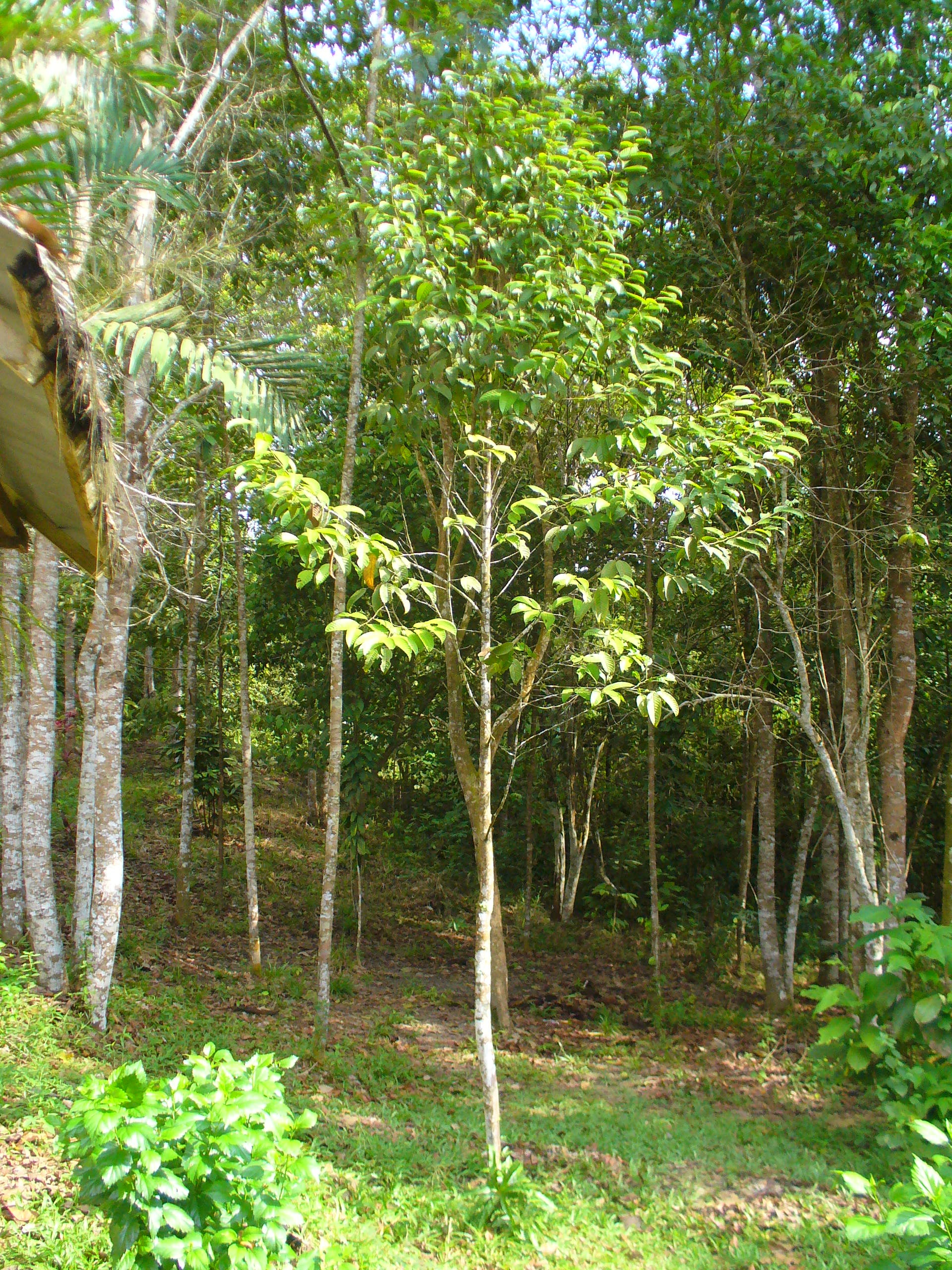
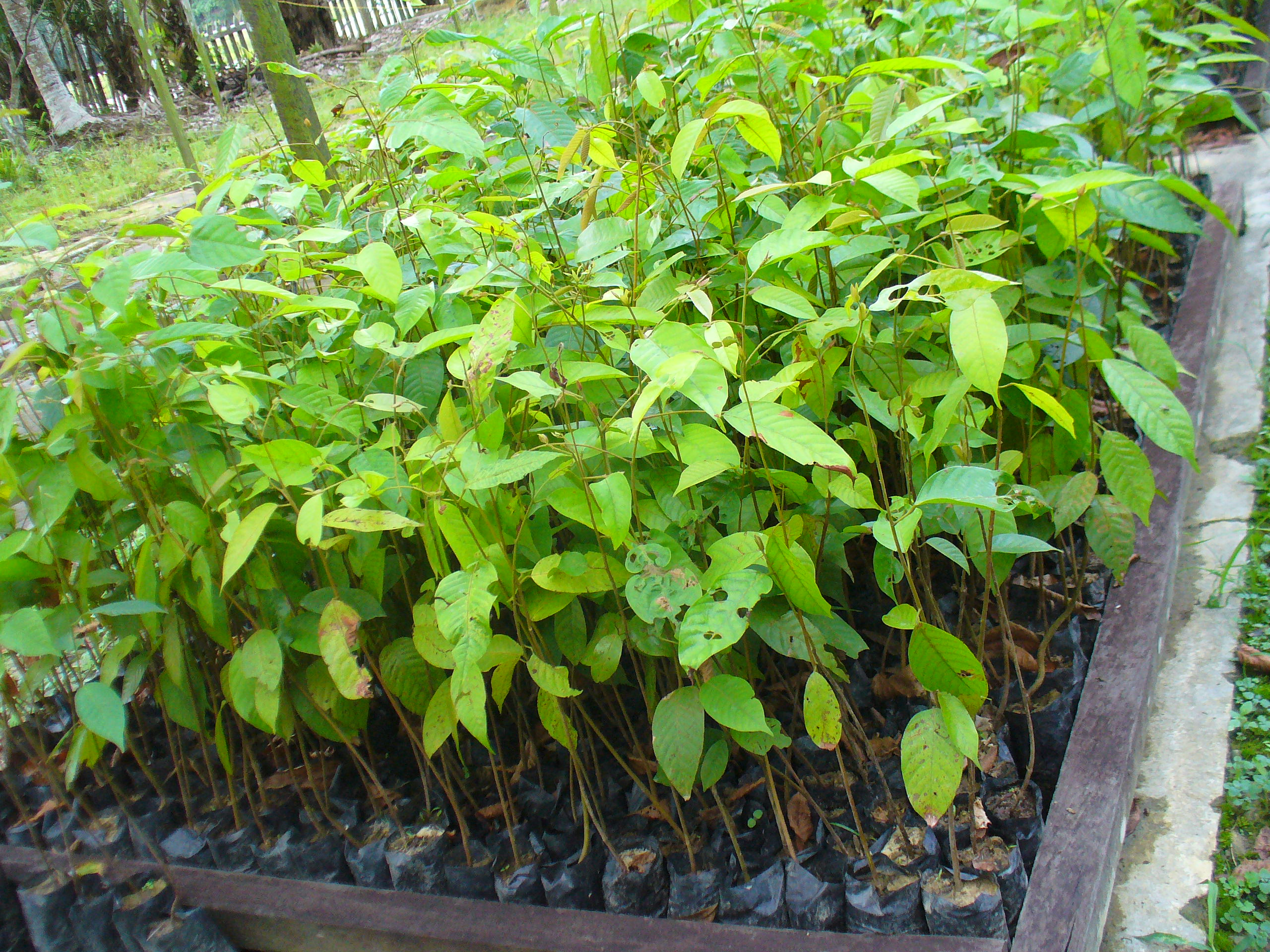